# Йозефіна Зібе
Йозефіна Зібе (нім. Josephine Siebe: 10 листопада 1870, Лейпциг — 26 липня 1941, Лейпциг

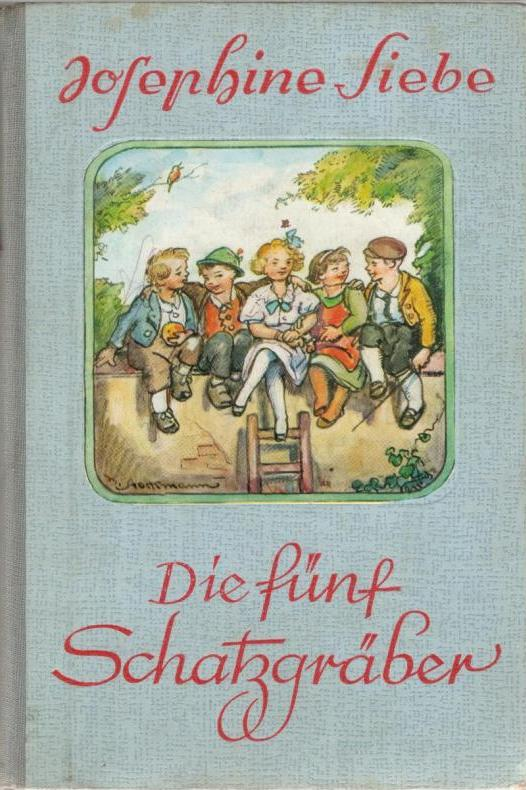
Й.Зібе П'ять шукачів скарбів

) — німецька письменниця і редакторка, авторка численних книг для дітей і дівчаток-підлітків, в тому числі і книжкових серій.

## Життя і творчість
Протягом багатьох років Йозефіна Зібе була керівником з друку в додатку для жінок, що виходив при газеті "Лейпцизький щоденник" (Leipziger Tageblatts) і в жіночому відділі видання "Всесвіт реклами" (Reclams Universum). Як літератор, перших успіхів вона досягла своїми книжковими серіями для дітей, в яких дія відбувається в селах або невеликих містечках. Однак велика популярність прийшла до неї після виходу в світ написаних нею семи книг про Кашперля і його пригоди (1921-1930, перевидаються в Німеччині аж до наших днів). У Й. Зібе Касперль - не ожи́ла дерев'яна лялька (як Буратіно-Піноккіо), він народився на якомусь острові Касперль, в іншому світі. На цей острів і повертається Касперль в п'ятій книзі серії після тривалих подорожей. Тема ожилих, милих, з людською душею ляльок та іграшок-тварин робило твори письменниці особливо зворушливими і чи'таним.
Крім серії про Кашпереля, Й. Зібе є автором історичних романів для юнацтва, книг про тварин та іграшки, книг для дівчаток та ін.її твори перекладалися і видавалися на ряді європейських мов: іспанською, португальською, англійською, голландською, фінською, французькою, польською та шведською. Книги були багато ілюстровані кращими художниками в цій галузі мистецтва: Германом Штоксаном, Фріцем Баумгартеном, Ернстом Куцером та ін. Зібе є автором понад 70 літературних творів для дітей, написаних між 1900-м і 1940-м роками.

## Твори (вибране)

### Сільські історії
- Оберхойдорфські історії про хлопчиків і дівчаток (Oberheudorfer Buben-und Mädelgeschichten; 1908)
- Оберхойдорфці в місті (Die Oberheudorfer in der Stadt; 1914)
- Троє з Оберхойдорфа (Drei aus Oberheudorf; 1932)
- Троянда, липа і срібна зірка (Rose, Linde und Silberner Stern; 1917)
- П'ять шукачів скарбів {Die fünf Schatzgräber; 1928)
- Шельма зі Штейнаха (Die Schelme von Steinach; 1916)
- Навколо замку Ворона (Rund um die Rabenburg; 1919)
- Нова Батьківщина (Die neue Heimat; 1924)
- Спалені принцеси (Die verbrannten Prinzessinnen; 1930)
- Сім подорожей Міхеля по світу (Maxels sieben Reisen in die weite Welt; 1939)

### Казки про тварин та іграшки
- У заячій чарівній країні (Im Hasenwunderland; 1910)
- Бімбо (Bimbo; 1937)
- Лахміття і петля (Lump und Schlingel; 1934)
- Книга ведмедика Тедді (Das Teddybuch; 1924)
- Шість братів-ведмедів (Sechs Bärenbrüder; 1927)

### Касперле-серія
- Касперль подорожує (Kasperle auf Reisen; 1921)
- Касперль в замку вище-всіх (Kasperle auf Burg Himmelhoch; 1922)
- Пригоди Касперля в місті (Kasperls Abenteuer in der Stadt; 1923)
- Касперль у Швейцарії (Kasperles Schweizerreise; 1925)
- Касперль в країні Касперля (Kasperle im Kasperland; 1926)
- Касперль повернувся (Kasperle ist wieder da; 1928)
- Жарти і витівки Касперля (Kasperles Spiele und Streiche; 1930)

### Книги для дівчаток
- Чашка короля (Die Tasse des Königs; 1916)
- Золотий міст (Die goldene Brücke; 1918)
- Коли ще їздила Поштова карета (Als noch die Postkutsche fuhr; 1921)
- Ясним днем (Im hellen Tal; 1923)
- Лена Келлерман (Lene Kellermann; 1925)
- Діти Дітера та інші історії (Die Dietrichskinder und andere Erzählungen; 1926)
- Вогонь любові (Liebesfeuer; 1926)
- Анна Сабіна та її сестри (Anna Sabine und ihre Schwestern; 1929)
- Відьмочка погоди (Das Wetterhexlein; 1929)
- Будинок у лісі (Das Haus im Walde; 1931)

### Історичні твори
- Німецька молодь у важкі часи (Deutsche Jugend in schwerer Zeit; 1904)
- Шукачі Батьківщини (Heimatsucher; 1911)
- Книга слави (Das Ruhmesbüchlein; 1913)
- Хлопчики зі Штейнберга (Die Jungen von Steinberg; 1933)
- Німецьке серце у ворожій сукні (Deutsches Herz im welschen Kleid; 1915)
- Маленька мамзель Пфефферкраут (Die kleine Mamsell Pfefferkraut; 1923).

## Примітка
1. 1 2 3 4  Deutsche Nationalbibliothek Record #107475073 // Gemeinsame Normdatei — 2012—2016.
2. 1 2  FemBio database